# (32254) 2000 OR51
2000 OR51 (asteroide 32254) é um asteroide da cintura principal. Possui uma excentricidade de 0.06446220 e uma inclinação de 13.29344º. Este asteroide foi descoberto no dia 30 de julho de 2000 por LINEAR em Socorro.